# Petite Ceinture du 15e
Pour les articles homonymes, voir Petite ceinture.
La Petite Ceinture du 15e est un parc linéaire aménagé sur l'emprise de l'ancienne ligne de Petite Ceinture, dans le 15e arrondissement de Paris, en France.

## Caractéristiques
La Petite Ceinture du 15e, placée sous la supervision de la Direction des espaces verts et de l'environnement (DEVE) de Paris, reprend une partie du tracé de l'ancienne ligne de Petite Ceinture, depuis des années très peu utilisée. Il s'agit d'un parc linéaire de 1,3 km de long, totalisant 3,5 ha, dans le sud-ouest du 15e arrondissement de Paris, parallèlement aux boulevards des Maréchaux. Il relie la place Balard à l'ouest à la rue Olivier-de-Serres à l'est.
Le sentier longe successivement plusieurs îlots d'habitation. Il est situé en tranchée au niveau immédiat de la rue Olivier-de-Serres, puis en surplomb des voies avoisinantes sur le reste du parcours, empruntant plusieurs ponts : au-dessus de la place Balard, de la rue Lecourbe, de la rue Desnouettes, de la rue du Hameau et de la rue de Vaugirard. La promenade s'arrête juste avant de passer en tunnel sous la rue Olivier-de-Serres. Un sentier piétonnier, aménagé entre les rues Olivier-de-Serres et de Dantzig, relie la promenade au parc Georges-Brassens, en attendant l'ouverture du tunnel aux promeneurs.
La promenade comprend six accès :

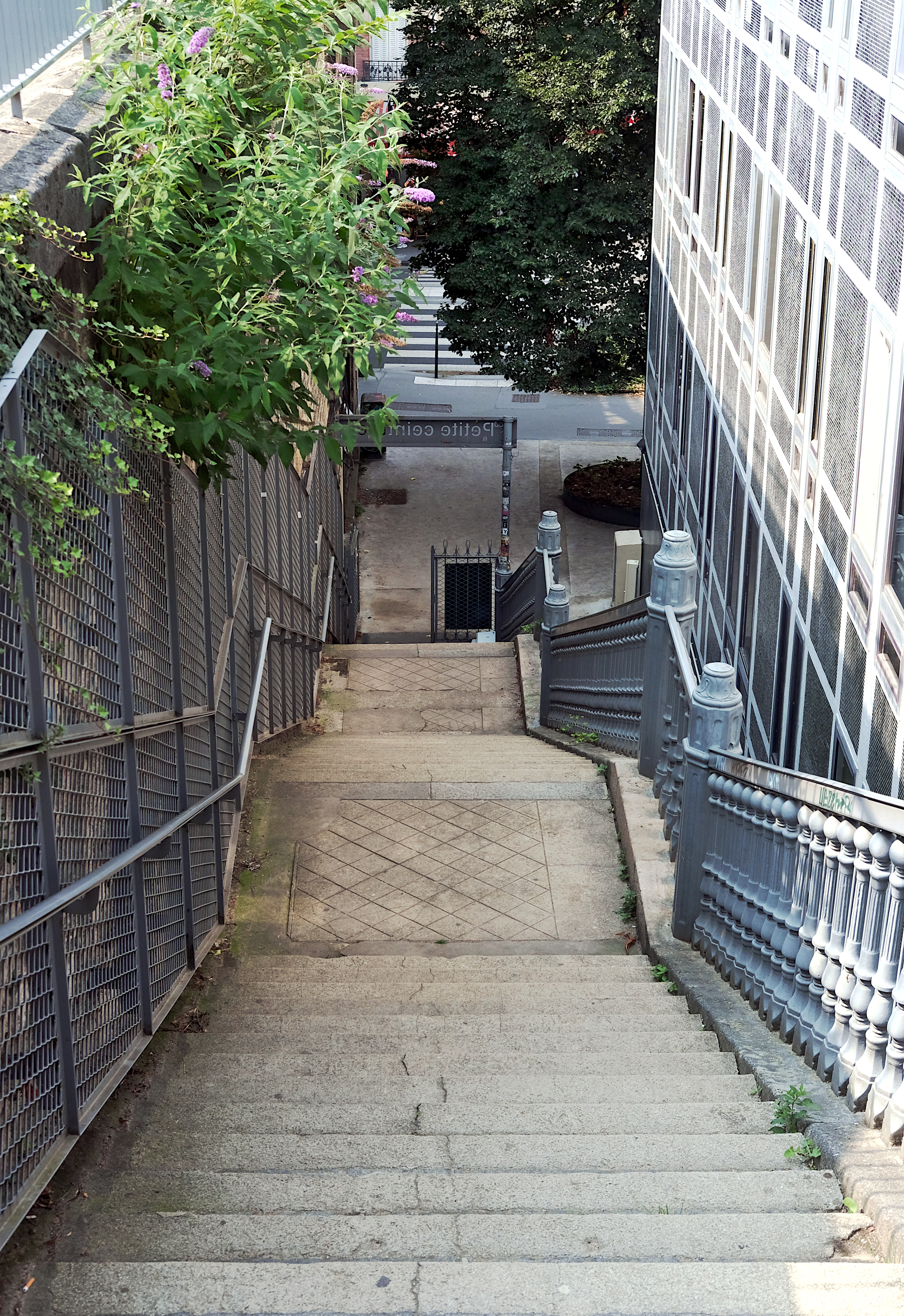
Accès à la Petite Ceinture du 15e (accès Vaugirard).

- place Balard (escalier et ascenseur) ;
- place Robert-Guillemard (sentier) ;
- face au 82, rue Desnouettes (sentier et ascenseur), via une ancienne rampe secondaire de la ligne de Petite Ceinture desservant un temps l'atelier de maintenance Vaugirard de la RATP (les rails traversant la chaussée de la rue Desnouettes ont été retirés) ;
- 43, rue Desnouettes (sentier), le long d'un ensemble de logements de la RATP ;
- rue de Vaugirard (escalier d'accès de l'ancienne gare de Vaugirard-Ceinture) ;
- rue Olivier-de-Serres (escalier et ascenseur).

Le passé ferroviaire du parcours est évoqué : la voie sud est laissée en l'état, apte au passage occasionnel d'un train, la voie nord est reconvertie en cheminement piéton, mais conservée en sous-œuvre. Des panneaux pédagogiques jalonnent le parcours, présentant faune et flore.

## Historique
La ligne de Petite Ceinture a été construite autour de Paris dans la seconde moitié du XIXe siècle. Le tronçon sud, reliant Auteuil à Ivry-sur-Seine, est inauguré en 1867. Pour le trafic de marchandises, elle desservait à l'ouest les usines Citroën et à l'est les Abattoirs de Vaugirard. Concurrencée par le métro, la majorité de la ligne ferme au trafic de voyageurs en 1934. Le trafic de marchandises disparaît au début des années 1990. Au XXIe siècle, la ligne est en grande partie abandonnée et amputée d'une partie de sa longueur. La végétation a alors recouvert une partie des installations ferroviaires.
Plusieurs lignes ferroviaires désaffectées sont réaménagées en espaces verts à Paris depuis la fin des années 1980. La Promenade plantée est ouverte en 1988 sur l'ancienne ligne de Vincennes. La Petite Ceinture du 16e suit sur 1,2 km le tracé de la ligne d'Auteuil dans l'ouest de Paris depuis 2007. Une partie du raccordement entre la ligne de Vincennes et celle de Petite Ceinture est accessible depuis le square Charles-Péguy en 2008. De fait, plusieurs aménagements ont été réalisés sur la Petite Ceinture à partir de 2004 (sentiers, jardins partagés, etc.).
Au sud-ouest, la décision de transformer une partie de la ligne de Petite Ceinture en espace vert est prise en 2011. Les travaux débutent en 2012. Le propriétaire des voies, Réseau ferré de France, exige cependant que les aménagements soient légers et réversibles. Le choix est fait d'un aménagement minimal, conservant les friches et la végétation sauvage.
La première section de l'espace vert, 900 m entre les rues Olivier-de-Serres et Desnouettes, a ouvert au public le 24 août 2013. Le deuxième tronçon, jusqu'à la place Balard, est accessible fin septembre 2013. À terme, le tracé devrait relier le parc André-Citroën à l'ouest au parc Georges-Brassens à l'est,.
En mai et juin 2016, la SNCF réalise des travaux de pose de la fibre optique entre les gares Pont du Garigliano et Montparnasse.

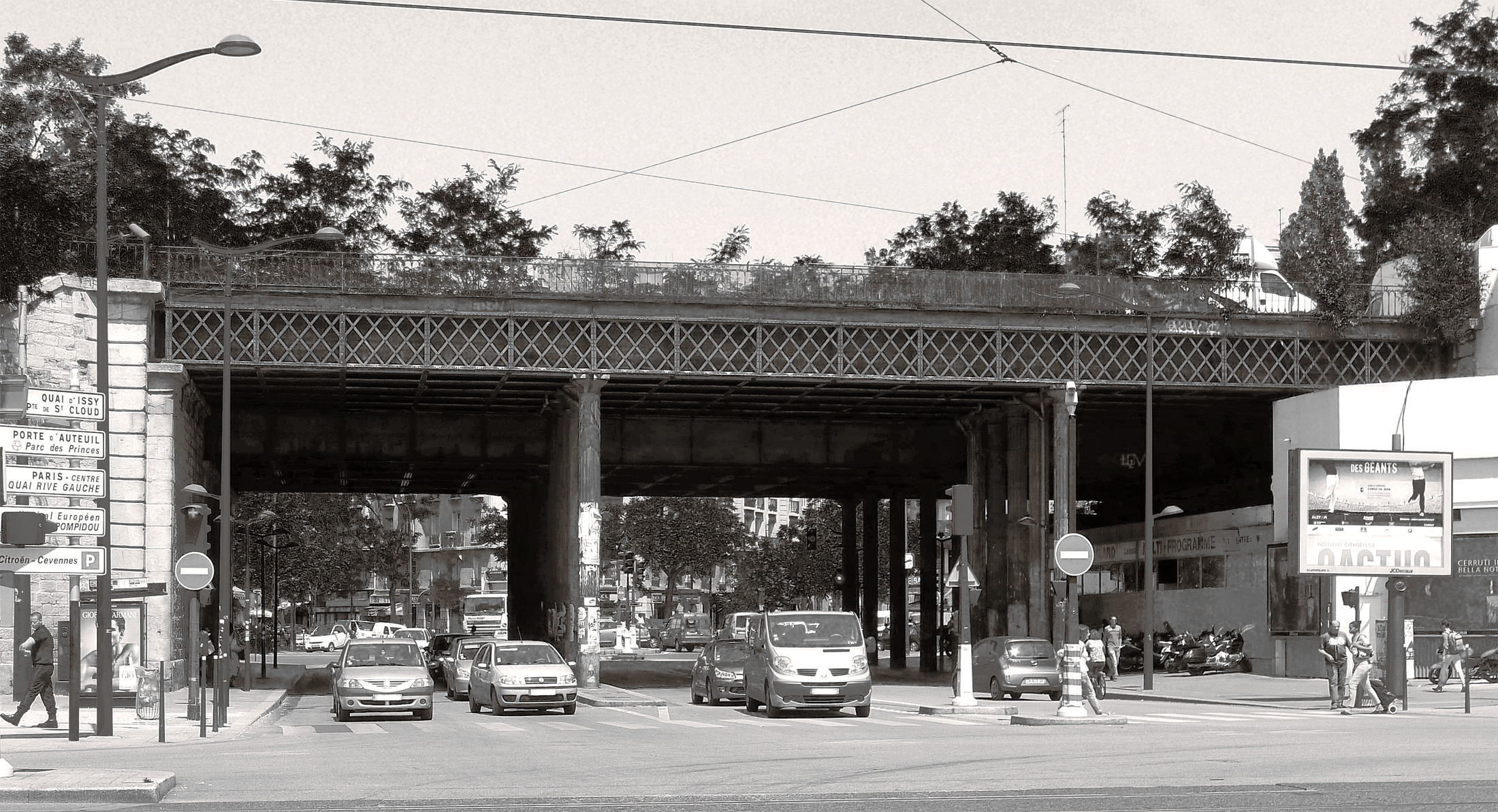
Le pont de la place Balard.
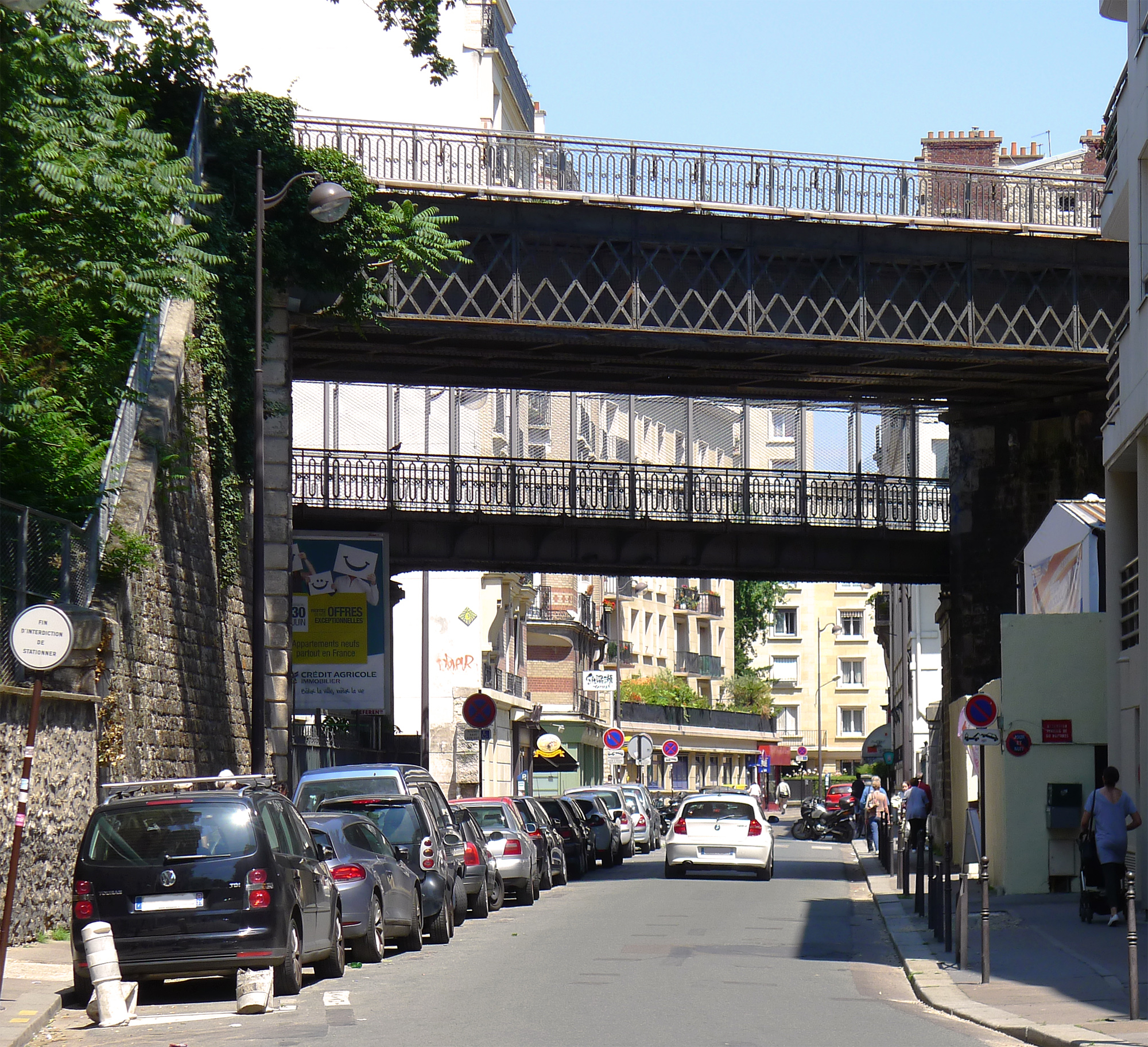
Le double pont de la rue Desnouettes.
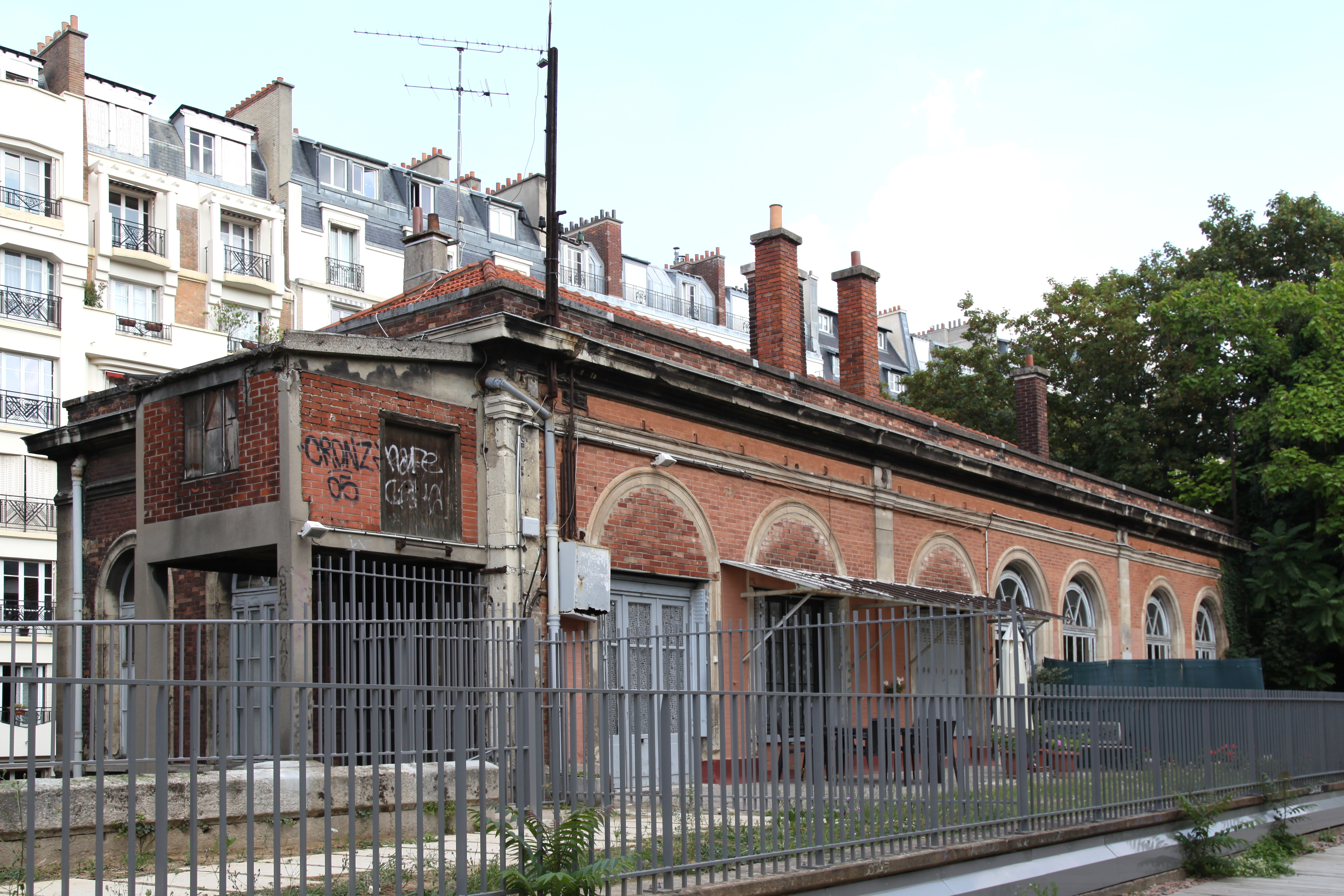
L'ancienne gare de Vaugirard, au milieu du trajet de la Petite Ceinture du 15e.
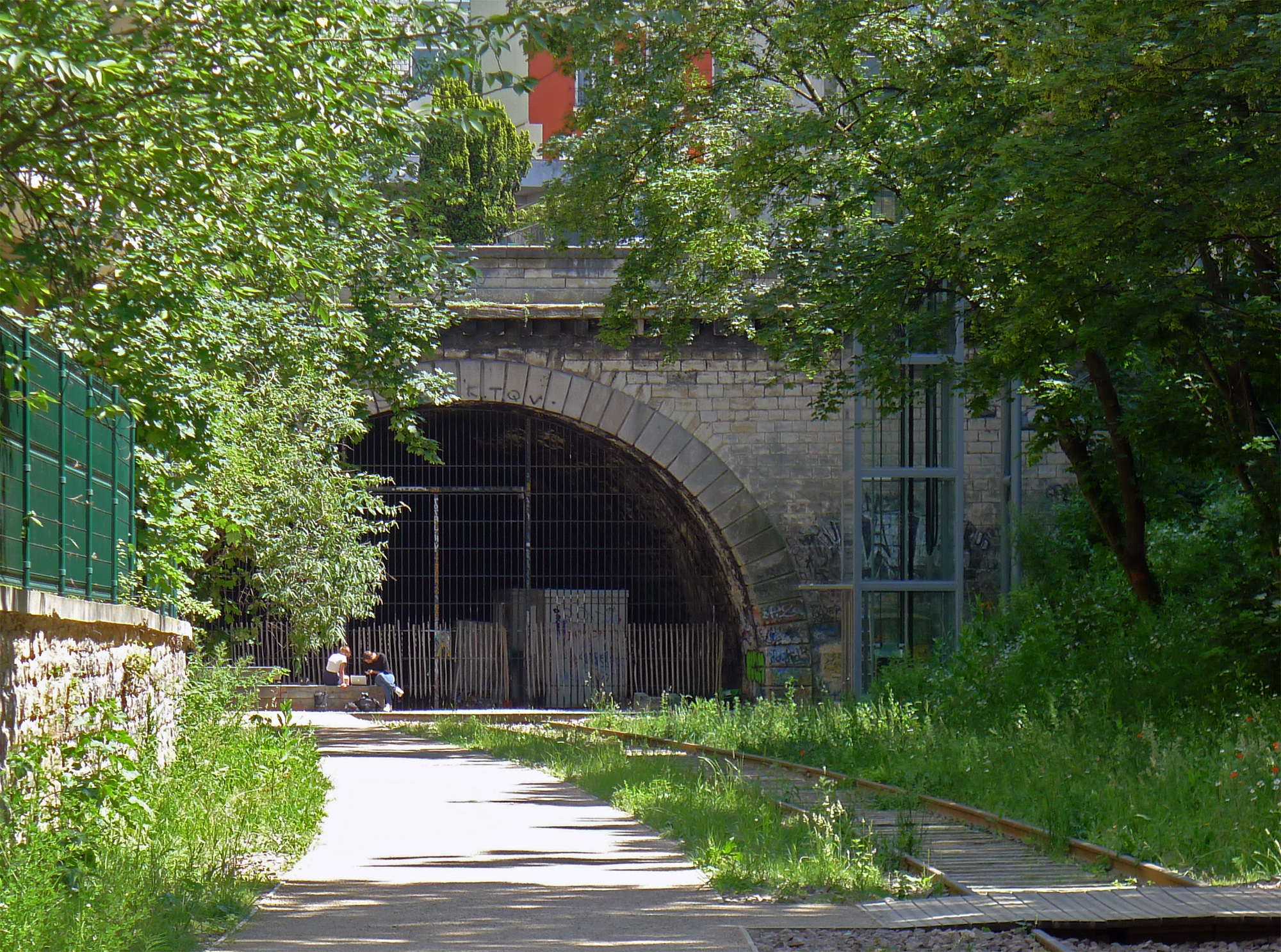
Le terminus actuel (2014), côté oriental, de la Petite Ceinture du 15e; ascenseur permettant de rejoindre la rue Olivier-de-Serres.
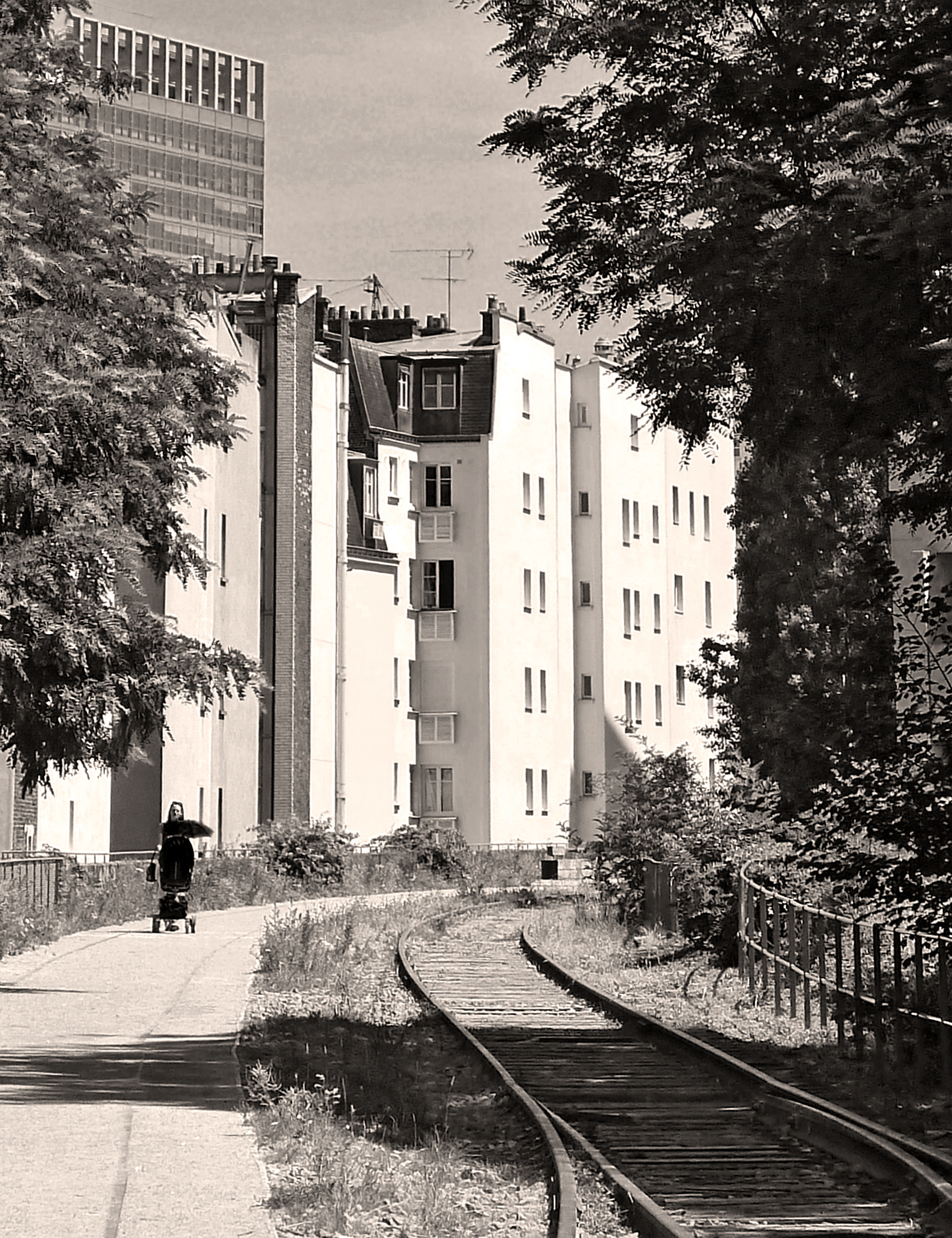
Passage piéton et voie.
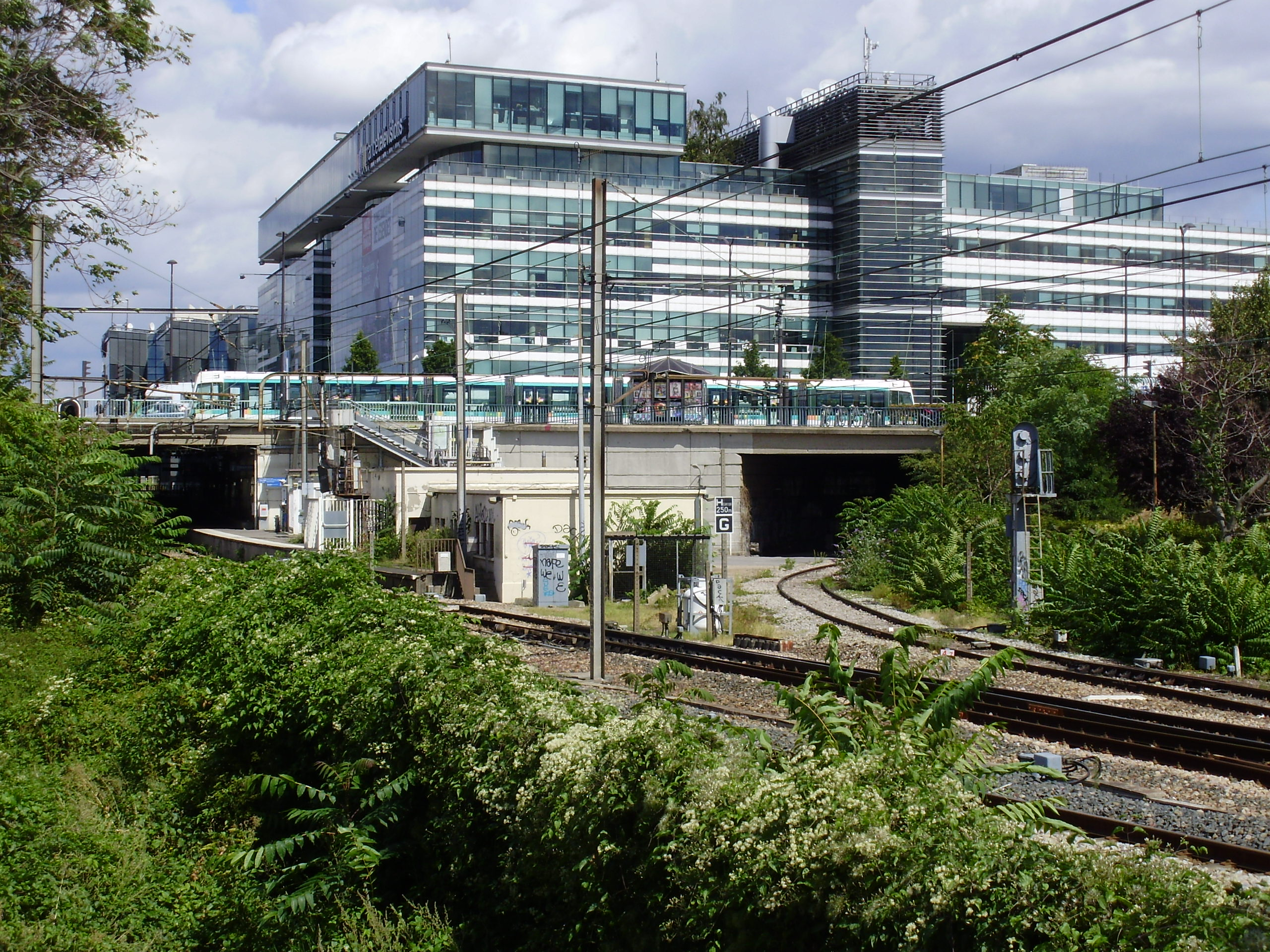
La Petite Ceinture du 15e à hauteur du siège de France Télévisions.
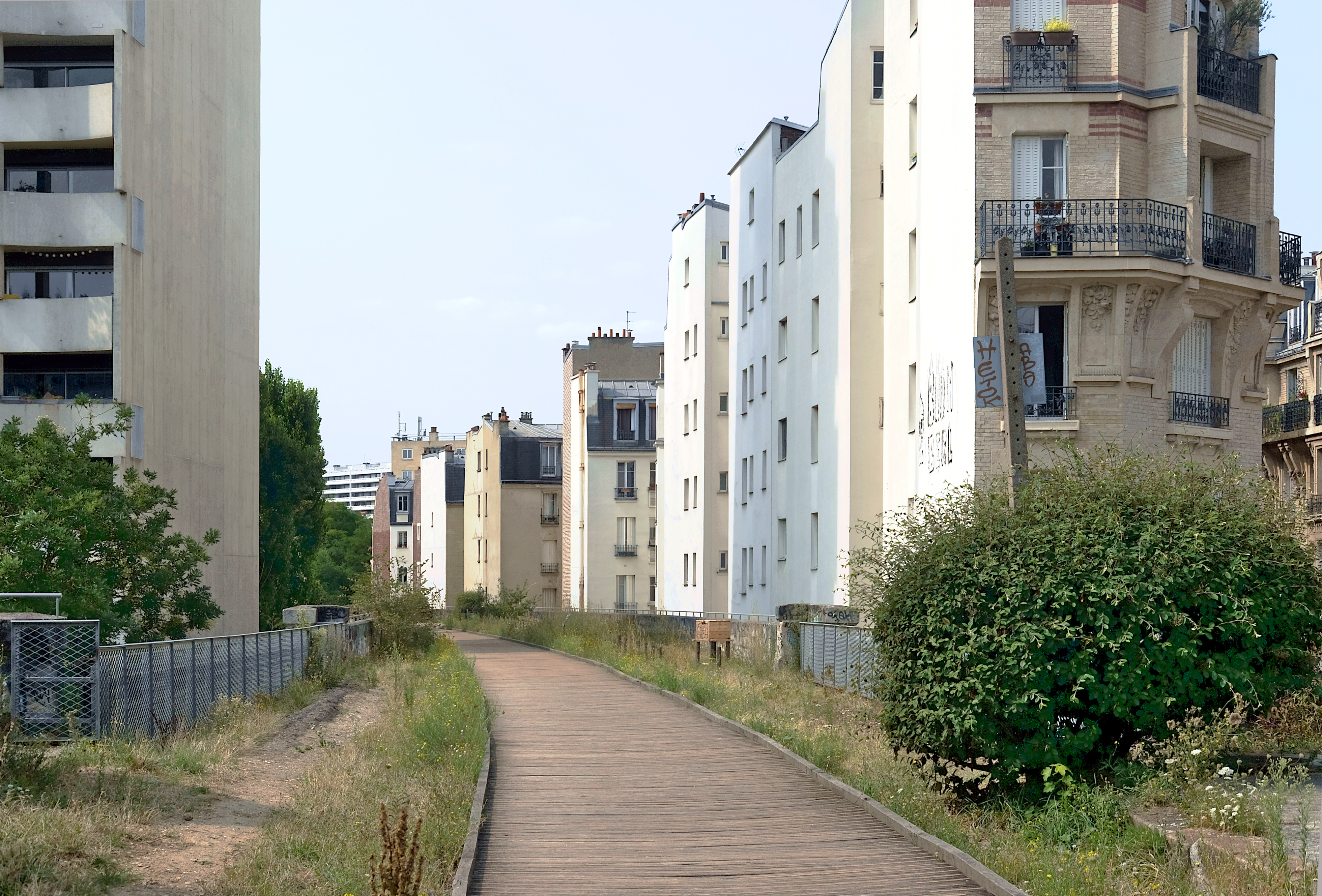
La Petite Ceinture du 15e derrière la rue de Cadix.
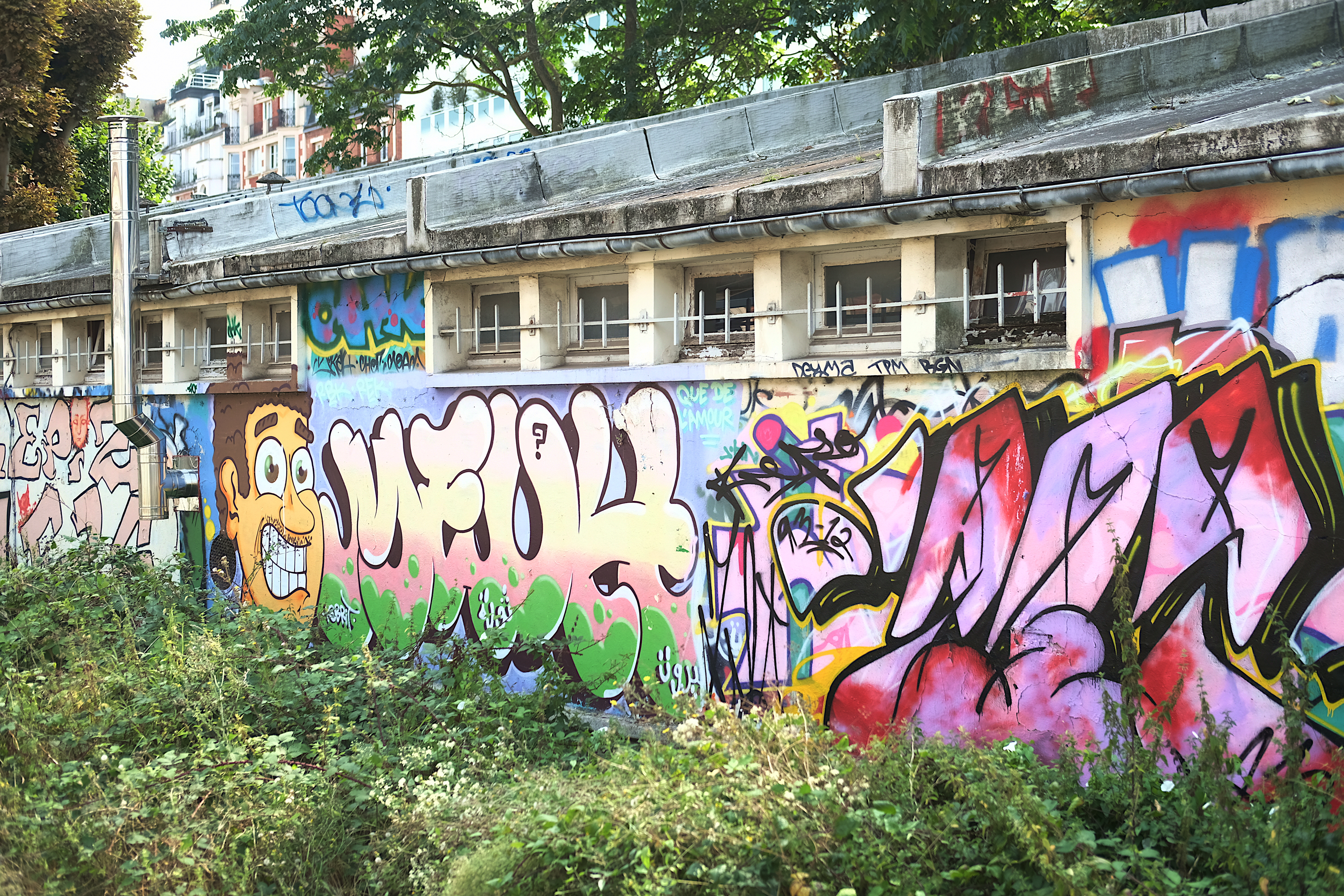
Art urbain.